# Johannes Schauer-Schoberlechner
Johannes Schauer-Schoberlechner (* 4. Dezember 1884 in Treibach-Althofen, Kärnten; † 2. September 1955 in Wien) war ein österreichischer Politiker des Landbundes (LBd).

## Ausbildung und Beruf
Nach dem Besuch der Volksschule ging er an ein Gymnasium und promovierte später im Studium der Rechte. Im Jahr 1914 wurde er Bundesbeamter im Justizministerium, 1918 wurde er Bundesbeamter im Sozialministerium. Im Jahr 1926 wurde er Ministerialrat.

## Politische Funktionen
- 1930: Vizepräsident der Krankenversicherungsanstalt der Bundesangestellten Wien

## Politische Mandate
- 27. April 1934 bis 2. Mai 1934: Abgeordneter zum Nationalrat (IV. Gesetzgebungsperiode), LBd